# Doryopteris humbertii
Doryopteris humbertii là một loài dương xỉ trong họ Pteridaceae. Loài này được Tardieu mô tả khoa học đầu tiên năm 1958.
Danh pháp khoa học của loài này chưa được làm sáng tỏ. 